# Avenue du Jeu-de-Paume
L'avenue du Jeu-de-Paume est une voie de la ville de Bordeaux.

## Situation et accès
Elle est située dans le quartier de Caudéran. Suivant un axe est-ouest, elle relie le boulevard du Président-Wilson, ceinture périphérique de la ville, au quartier résidentiel de Balaresque. Il s'agit d'une avenue calme et résidentielle, bordée de villas balnéaires de style pittoresque, que côtoient des demeures bourgeoises à l'abondante décoration néo-Louis XVI et des maisons d'influence Art déco.

## Origine du nom
Le jeu de paume, qui remonte à l'Antiquité, connut une extraordinaire faveur en France à partir du XVe siècle, notamment auprès des rois. Le plus ancien jeu de paume bordelais est attesté rue des Ayres, dans la maison Talbot, en 1460. Jusqu'à la Révolution française, une vingtaine de salles furent construites, souvent dans les jardins des hôtels particuliers. Certaines servirent de salles de spectacle, telle celle située au n°10-12 rue Poquelin-Molière où se produisit Molière en 1656. La dernière, située au n°10 rue Rolland, fermera en 1978.

## Historique
L'espace délimité actuellement par les rues Jules-Ferry, Louis-Maydieu et Pasteur appartenait jusqu'en 1899 au domaine de Cyprien Balaresque (1834-1901), fils d'Oscar, qui offrit plusieurs terrains à la commune. Cinq voies furent ouvertes, dont il put choisir la dénomination. Celui-ci était le descendant d'Oscar Balaresque (1798-1877), figure de la haute bourgeoisie bordelaise et adjoint au maire de Bordeaux.

## Bâtiments remarquables et lieux de mémoire
Dominée par la Cité administrative, l'avenue est caractéristique du quartier bourgeois de Caudéran avec des demeures cossues, construites au début du XXe siècle.
- no 1 : à l'angle du boulevard, imposante demeure bourgeoise qui puise son abondante décoration dans les styles des siècles passés.
- nos 3, 5 : villas de style balnéaire qui multiplient les effets pittoresques tels que décrochements et biais, bossages et chaînes harpées, balcons en forte saillie[1].
- no 10 : maison de style néo-Louis XVI avec guirlandes de fleurs et balcon à balustres supporté par de volumineuses consoles.
- no 22 : villa Caprice. Caractéristique des maisons de villégiature, elle affirme son style pittoresque avec sa haute silhouette, ses décrochements de volume et son décor polychrome[1].
- no 50 : maison caractéristique de l'Art Déco avec une frise de fleurs géométrisées et les fers forgés et de la porte et des fenêtres. Signée par André Téoule, architecte, et H. Darchan, entrepreneur[1].